# Ayuntamiento de Cuautitlán Izcalli
El Ayuntamiento de Cuautitlán Izcalli es el organismo que se encarga del gobierno y de la administración del municipio de Cuautitlán Izcalli, localizado en la ciudad del mismo nombre, en Estado de México, México. Desde el 1 de enero de 2025, está presidido por Daniel Serrano, miembro de Morena.

## Historia

### 1973-2003: establecimiento e inicios
Tras la fundación del municipio de Cuautitlán Izcalli el 22 de junio de 1973, así como el establecimiento de su ciudad, Gabriel Marcelino Ezeta Moll se desempeñó como el primer gobernante presidencial del ayuntamiento, tomando dicha posición de 1973 a 1976.
Las primeras sedes de gubernatura se establecieron primero en la escuela secundaria «Calmecac» en Cumbria, luego en cuatro casas habitación de la calle Jocotitlán, posteriormente en algunas oficinas instaladas en la parte superior de un sub centro comercial ubicado en la calle de Jilotzingo, y finalmente fue hasta 1976 que se instauró un edificio de gobierno que comenzó a funcionar como la presidencia municipal. La sede fue inaugurada por el licenciado Luis Cuauhtémoc Riojas Guajardo, quien fue electo como el segundo presidente municipal de Izcalli luego de que finalizara el término de gobernanza de Gabriel Marcelino.

### 2003-presente: registros de gobernanza
En 2003, el presidente municipal Alfredo Durán Reveles del Partido Acción Nacional (PAN), fue cuestionado sobre un viaje no autorizado que realizó a Europa en compañía de amigos, del cual nunca declaró sus verdaderas razones de haberlo hecho. Después de la conclusión de su mandato, el municipio quedó en la quiebra y endeudado por las acciones que hizo durante su administración.
Reveles fue sucedido por David Ulises Guzmán Palma, compañero del mismo partido. En julio de 2007, Armando Bautista López, un diputado local del Partido del Trabajo (PT), interpuso dos denuncias en su contra ante el Órgano Superior de Fiscalización y la Contraloría del Poder Legislativo (OSFEM), por abuso de autoridad y desvío de recursos. En consecuencia, a partir de 2008, aún siendo presidente, el Instituto Nacional Electoral (INE) comenzó una investigación que lo llevó a juicio. Pronto se descubrió que su mala dirección gubernamental lo hizo endeudar nuevamente al municipio hasta dejarlo en la bancarrota por segunda ocasión. En enero de 2010, se compartió que Palma había sido absuelto de sus cargos por la Procuraduría General de la República (PGR), sin dar más explicaciones sobre la situación del caso.
En 2009, Alejandra del Moral del Partido Revolucionario Institucional (PRI), se convirtió en la primera presidenta del municipio.

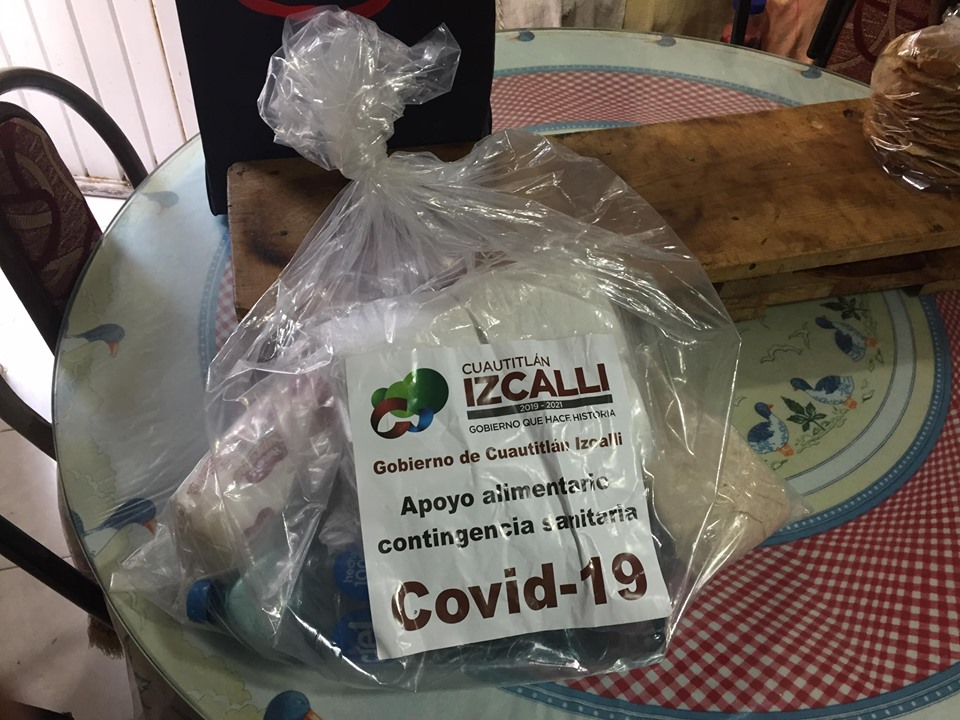
Despensa de alimentos entregada por el ayuntamiento de Izcalli en apoyo a la contingencia y el confinamiento por la pandemia de COVID-19 en México, en mayo de 2020.

Entre 2020 y 2021, el expresidente Ricardo Núñez Ayala de la extinta coalición Juntos Haremos Historia, fue calificado como el «peor presidente» del ayuntamiento, y uno de los peores mandatarios a nivel nacional. No obstante, durante su gestión, el municipio se reivindicó al convertirse en la quinta economía más importante del Estado de México.
En 2022, el Frente Mexiquense para una Vivienda Digna, A. C. (FMVD, A. C.) reemergió información sobre una denuncia contra la expresidenta Alejandra del Moral por un fraude de 115 millones de pesos durante su gestión del ayuntamiento, interpuesta por haber «simulado» la compra y venta de mil cuarenta y nueve casas. Según lo compartido por la organización, Del Moral nunca fue llevada a juicio porque se encontraba protegida por Enrique Peña Nieto, el entonces presidente de México. En diciembre del mismo año, la gestión de la presidenta Karla Fiesco de la desaparecida coalición Va por el Estado de México, fue criticada por el manejo del caso de la muerte de Jorge Claudio, un comerciante de comida del municipio asesinado por un conductor en estado de ebriedad, que fue liberado a las pocas horas de haber sido detenido por dicho crimen.
El 4 de junio de 2023, durante el transcurso de las elecciones estatales del Estado de México de 2023, Núñez Ayala fue arrestado por proselitismo político al repartir propaganda en Izcalli sobre la morenista candidata a gobernante del Estado de México, Delfina Gómez Álvarez.
El 22 de abril de 2024, Karla Fiesco tomó una licencia al cargo para reelegirse durante las elecciones estatales del Estado de México de 2024, dándole a Yareni Marcela Trejo Antonio la posición interina a su puesto. El 21 de mayo, Fiesco fue criticada por su ausencia durante el debate presidencial por la presidencia del ayuntamiento, donde además, fue acusada por su contrincante Daniel Serrano de Morena, de una inconsistencia monetaria de aproximadamente 443 millones de pesos del erario público. El 2 de junio, día de las elecciones, se reveló que Serrano de la coalición Sigamos Haciendo Historia en el Estado de México, había derrotado a Fiesco con un porcentaje preliminar del 48.9787 %, y un día después, el 3 de junio, fue declarado como el virtual ganador de la presidencia municipal de Izcalli. El 7 de junio, se oficializó la victoria del antedicho candidato electo. Fiesco anunció el regreso a sus actividades como presidenta el 9 de junio. El 10 de julio, el ayuntamiento reactivo las infracciones de tránsito luego de haber estado suspendidas durante 38 meses, desde el 16 de abril de 2021. A pocos días de concluir el mandato presidencial de Karla Fiesco, el 29 de diciembre, se informó sobre un adeudo que el ayuntamiento fue acumulando tanto con el Servicio de Administración Tributaria (SAT), como con dependencias como la Comisión Federal de Electricidad (CFE), por montos que no quisieron precisar y que debieron haberse tributado en su momento.
El 1 de enero de 2025, Daniel Serrano dio inicio a su mandato presidencial, realizando la primera reunión con su cabildo. Un día después, siguiendo el ejemplo de los municipios vecinos de Tlalnepantla de Baz y Ecatepec de Morelos, suspendió las multas de tránsito durante su primer trimestre como mandatario del ayuntamiento, con la finalidad de apoyar a la ciudadanía y erradicar extorsiones policiacas. El 30 de enero, Serrano se unió al operativo intermunicipal policiaco para combatir la delincuencia en el municipio, colaborando con los gobiernos vecinos de Tultepec, Cuautitlán, Tepotzotlán, Melchor Ocampo, e Isidro Fabela. El mismo día, Paco Rojas, que había fungido como regidor del ayuntamiento entre 2003 y 2006, durante la gestión del panista Alfredo Durán Reveles, fue asesinado por sicarios en el municipio de Cuautitlán mientras se hallaba en las instalaciones del Instituto de la Función Registral del Estado de México.

## Presidentes
| Presidente(a) municipal                 | Período de gobierno                          | Partido político                          | Ref.          |
| --------------------------------------- | -------------------------------------------- | ----------------------------------------- | ------------- |
| Gabriel Marcelino Ezeta Moll            | 1973-1975                                    | Desconocido                               | [ 1 ] [ 39 ]  |
| Luis Cuauhtémoc Riojas Guajardo         | 1976-1978                                    | Desconocido                               | [ 40 ]        |
| Roberto Pineda Gómez                    | 1978-1981                                    | Desconocido                               | [ 40 ]        |
| Juan Manuel Tovar Estrada               | 1981-1984                                    | Desconocido                               | [ 40 ]        |
| Lorenzo Vera Osorno                     | 1984-1987                                    | Desconocido                               | [ 40 ]        |
| Axel García Aguilera                    | 1987-1990                                    | Desconocido                               | [ 40 ]        |
| Mucio Cardoso Beltrán                   | 1990-1993                                    | Desconocido                               | [ 40 ]        |
| Fernando García Cuevas                  | 18 de agosto de 1993-17 de agosto de 1996    | PRI                                       | [ 40 ]        |
| Julián Angulo Góngora                   | 18 de agosto de 1996-17 de agosto de 2000    | PAN                                       | [ 41 ]        |
| Fernando Covarrubias Zavala             | 18 de agosto de 2000-17 de agosto de 2003    | PAN                                       | [ 42 ]        |
| Alfredo Durán Reveles                   | 18 de agosto de 2003-17 de agosto de 2006    | PAN                                       | [ 4 ]         |
| David Ulises Guzmán Palma               | 18 de agosto de 2006-17 de agosto de 2009    | PAN                                       | [ 43 ] [ 44 ] |
| Alejandra del Moral Vela                | 18 de agosto de 2009-3 de febrero de 2012    | PRI                                       | [ 45 ]        |
| Carlos Saldívar González (interino)     | 3 de febrero de 2012-31 de diciembre de 2012 | PRI                                       | [ 46 ]        |
| Héctor Karim Carvallo Delfín            | 1 de enero de 2013-17 de marzo de 2015       | PRI                                       | [ 47 ]        |
| Erik Martínez Domínguez (interino)      | 17 de marzo de 2015-31 de diciembre de 2015  | PRI                                       | [ 48 ]        |
| Víctor Manuel Estrada Garibay           | 1 de enero de 2016-31 de diciembre de 2018   | PANAL                                     | [ 49 ]        |
| Ricardo Núñez Ayala                     | 1 de enero de 2019-31 de diciembre de 2021   | Morena PT PES (Juntos Haremos Historia)   | [ 50 ]        |
| Karla Leticia Fiesco García             | 1 de enero de 2022-31 de diciembre de 2024   | PAN PRI PRD (Va por el Estado de México)  | [ 51 ]        |
| Yareni Marcela Trejo Antonio (interina) | 22 de abril de 2024-9 de junio de 2024       | PAN                                       | [ 19 ] [ 20 ] |
| Luis Daniel Serrano Palacios            | 1 de enero de 2025-presente                  | Morena PT PVE (Sigamos Haciendo Historia) | [ 30 ] [ 31 ] |

## Gabinete legal
A 2025, con algunos cargos aún por designarse, el gabinete del ayuntamiento es el siguiente:
| Cargo                                         | Titular                             | Periodo                     |
| --------------------------------------------- | ----------------------------------- | --------------------------- |
| Comisario General de Seguridad Ciudadana      | Hermenegildo Héctor López Hernández | Desde el 1 de enero de 2025 |
| Secretaría del Ayuntamiento                   | Perla Ivonne Blanco Calderón        | Desde el 1 de enero de 2025 |
| Tesorería Municipal                           | José de Jesús Castillo Salazar      | Desde el 1 de enero de 2025 |
| Desarrollo Urbano e Infraestructura           | Verónica Italia Montero             | Desde el 1 de enero de 2025 |
| Derechos Humanos                              | -                                   | -                           |
| Servicios Públicos                            | Felipe de Jesús Ayala Falcón        | Desde el 1 de enero de 2025 |
| Dirección de Administración                   | Armando Cervantes Punzo             | Desde el 1 de enero de 2025 |
| Operagua                                      | Christian Enmanuel Laguna Reyes     | Desde el 1 de enero de 2025 |
| INMUDECI                                      | -                                   | -                           |
| IMPLAN                                        | Jesús Loredo Bautista               | Desde el 1 de enero de 2025 |
| IMJUCI                                        | Diana Laura Cortés Rojas            | Desde el 1 de enero de 2025 |
| Oficina de Presidencia                        | -                                   | -                           |
| Comunicación Social                           | Hugo Corzo Zanabria                 | Desde el 1 de enero de 2025 |
| Protección Civil y Bomberos                   | -                                   | -                           |
| Catastro                                      | -                                   | -                           |
| Dirección Desarrollo Económico                | Fernando Edgar Rojas Román          | Desde el 1 de enero de 2025 |
| Desarrollo Social                             | Bacilia Torres Cervantes            | Desde el 1 de enero de 2025 |
| MAVICI                                        | Sandra Julián López                 | Desde el 1 de enero de 2025 |
| Coordinación de Transparencia                 | -                                   | -                           |
| Dirección de Sustentabilidad y Medio Ambiente | Lily Marlene Chávez Campuzano       | Desde el 1 de enero de 2025 |
| Dirección Jurídica                            | Rubén Darío Díaz Gutiérrez          | Desde el 1 de enero de 2025 |
| Contraloría Municipal                         | -                                   | -                           |
| IMEGDEM                                       | Jeanette de Rosas Quintero          | Desde el 1 de enero de 2025 |
| Mejora Regulatoria                            | -                                   | -                           |